# Ellen Molloy
Pour les articles homonymes, voir Molloy (homonymie).
Ellen Molloy, née le 5 juin 2004 à Kilkenny, est une footballeuse internationale irlandaise. Elle joue au poste de milieu de terrain offensif au Sheffield United WFC.

## Biographie

### En club
Ellen Molloy éclate très tôt aux yeux du grand public. Elle triomphe déjà chez les scolaires avec son club Thomastown United et son collège la Presentation Secondary School. A 15 ans elle est déjà considérée comme un talent exceptionnel. Elle est immédiatement recrutée par le Wexford Youths Women's Football Club double championnes d'Irlande en titre en 2019.
Ellen Molloy, alors âgée de moins de 17 ans intègre directement l'équipe première qui vient de perdre Rianna Jarrett transférée vers le club anglais du Brighton & Hove Albion Women Football Club. Dès la première journée du championnat 2020, elle marque deux buts et délivre une passe décisive lors d'une rencontre à domicile contre le Bohemian Football Club Women. Elle décroche pour son premier mois de compétition chez les adultes le trophée de joueuse du mois (WNL Player of the Month award. Marquant buts sur but lors de la saison 2020 raccourcie à cause de la pandémie de Covid-19, elle est nommée dans l'équipe de l'année et remporte le trophée de meilleure jeune joueuse de l'année.
Au lancement de la saison 2021, Ellen Molloy continue de faire grande impression : elle marque un quadruplé lors de la lourde victoire de Wexford sur Treaty United
 avant de marquer un but du milieu du terrain deux semaines plus tard contre Athlone Town.

Le 6 septembre 2024, après cinq saisons à Wexford, Ellen Molloy signe avec le Sheffield United WFC qui évolue en deuxième division anglaise.

### En équipe nationale
Ellen Molloy est sélectionnée à plusieurs reprises dans l'équipe nationale de sa catégorie d'âge, les moins de 17 ans. En février 2020, elle attire les regards de tous en marquant de manière spectaculaire contre l'Islande. Son but enflamme les réseaux sociaux en Irlande.
Très rapidement la sélectionneuse de l'équipe nationale irlandaise s’intéresse à elle. Vera Pauw la sélectionne pour la première fois en août 2020. Elle est dans la sélection qui affronte l'Allemagne en match éliminatoire de l'Euro féminin 2022. Elle n'entre pas sur le terrain. Elle fait ses grands débuts internationaux en octobre 2020, lors d'une rencontre contre l'Ukraine à Kiev. Elle entre à la 86e minute du match, en remplacement de Harriet Scott, mais ne peut empêcher la défaite 1-0 de son équipe.